# Fred Tootell
Fred Tootell   (Lawrence, 9 de setembre de 1902 - Kingston, 29 de setembre de 1964) va ser un atleta estatunidenc que va competir durant la dècada de 1920.
El 1924 va prendre part en els Jocs Olímpics de París, on guanyà la medalla d'or en la prova del llançament de martell del programa d'atletisme.
El 1923 guanyà els campionats de llançament de martell de l'IC4A, l'NCAA i AAU, amb unes marques, que en algun cas es van mantenir al capdavant dels rànquings fins a la dècada de 1950. En retirar-se passà a exercir d'entrenador durant més de 30 anys a la Universitat de Rhode Island.

## Millors marques
- llançament de martell. 55m 33 cm (1923)[1]